# Roberte Cusey
Roberte Désirée Césarine Cusey-Brassens née le 18 mars 1907 dans le 17e arrondissement de Paris  et morte le 9 juin 1946 à Saint-Mandé, est Miss France 1927.
Elle est élue Miss Jura 1926, puis Miss France 1927 après une interruption de l'élection pendant cinq ans. La précédente Miss France était Pauline Pô, en 1921.
Elle est élue septième dauphine de Miss Univers en avril 1927 au 2e Concours international de Beauté de Galveston (Texas).
Le terme « Miss France » est officiellement « inventé » en 1927 par Robert et Jean Cousin. Roberte Cusey Brassens est donc la première à porter ce titre de et non plus celui de « La plus belle femme de France », mais elle est considérée comme la 3e Miss France.

## Biographie
Roberte Désirée Césarine Cusey-Brassens est née le 18 mars 1907 dans le 17e arrondissement de Paris. Sa mère est Césarine Marie Éloïse Cusey, originaire du Deschaux dans le Jura. Roberte est reconnue par son père Eugène Louis Brassens en 1931 par jugement du tribunal de Mortagne-au-Perche. Elle prend alors le nom de Roberte Brassens ou Roberte Cusey-Brassens.
Elle épouse en 1935 Raymond Émile Comte[réf. nécessaire].
Après des débuts inégaux au cinéma, elle abandonna la scène et revint à son premier métier de modiste en ouvrant une boutique de nouveautés en mai 1932 au 114 de l'avenue des Champs-Élysées,. Elle était toujours modiste lors de son mariage en mars 1935 avec un inspecteur d'assurances. 
Elle meurt le 9 juin 1946 à la clinique Jeanne d'Arc de Saint-Mandé.

### Élection
En raison des origines jurassiennes de sa mère, Roberte Cusey est connue comme Miss Jura. Elle est élue Miss France à Paris le 19 mars 1927 parmi 160 candidates. Le jury, réuni dans la salle des fêtes du quotidien Le Journal, était présidé par Maurice de Waleffe.

## Filmographie
- 1928 : Madame Récamier, de Gaston Ravel : Pauline Borghèse
- 1929 : Le Collier de la Reine, de Gaston Ravel et de Tony Lekain : non créditée